# Hedningarna
Hedningarna (Los paganos) es un grupo musical sueco formado en 1987 por Björn Tollin, Hållbus Totte-Matsson y Anders Stake. Realizan una música de corte tradicional pero con fusiones e influencias del techno, el rave y otras tendencias modernas. De hecho, la filosofía del grupo es la de bucear en las raíces de la música nórdica para producir un sonido que no siga las tendencias actuales del folk más tradicionalista. Por eso Anders Stake se dedicó a construir y modificar instrumentos tradicionales para desarrollar un sonido propio y único que, con el tiempo, les haría ubicarse en los lugares más destacados de la nueva música tradicional sueca.

## Historia
En 1989 el grupo comenzó su andadura en el ámbito del folk cosechando numerosos éxitos debido a su sonido novedoso y revolucionario. Fruto de dicha popularidad se edita su primer disco Hedningarna en el sello Alice.
1991 es el año en que comienza a solidificarse su entidad como grupo. El sello Silence, dedicado principalmente a la música folk sueca les contrata para editar su segundo álbum en 1992 titulado Kaksi! (Dos, en finlandés). Es entonces cuando entran en escena las cantantes finlandesas Sanna Kurki-Suonio y Tellu Paulasto, quienes confieren al grupo un sonido vocal adecuado para su propuesta sonora. Ambas, educadas en el canto tradicional de la región rusa (antes finlandesa) de Karelia, despliegan una maestría a la hora de cantar aportando al grupo ese vínculo con lo ancestral que siempre había buscado. Muchas de las canciones tradicionales provienen de Karelia y están relacionadas con antiguas leyendas finlandesas cuyas trazas se remontan a la tradición del Kalevala o canto rúnico (del finlandés runo, "canto"). De ahí, el título en lengua finesa de su segundo trabajo. Kaksi! supone un hito musical en ese momento, dándose a conocer a través de los medios por el llamado "fenómeno Hedningarna". Este trabajo, con temas de ritmo trepidante les hará merecedores de un Grammy sueco al año siguiente (1993) por el mejor disco folk del año. Posteriormente, el quinteto va peregrinando por diversos festivales como el de Roskilde cosechando un éxito arrollador pese a la pequeñez del escenario y la poca afluencia de público.
Septiembre de 1994 significa la consagración en la historia musical de este grupo con su nuevo trabajo Trä (Madera, en sueco; juego de palabras con tre, que en sueco también quiere decir tres). En este trabajo se consolida de alguna manera aquel sueño sonoro ancestral a través de 11 temas, algunos cantados en finés, otros en sueco y uno instrumental. Vuelven a acudir al Festival de Roskilde provocando mucha expectación entre los más de 20.000 asistentes y ya en un escenario algo más cómodo.
A partir de ese momento, comienzan las giras por Escandinavia y se edita en Estados Unidos un recopilatorio con temas de los dos discos del grupo como quinteto. Comienzan a editarse y distribuirse en otros países de Europa como España, Holanda, Bélgica, Polonia y también en Asia (Tailandia).
1996 es año de cambios para el grupo. Las dos cantantes deciden seguir con su formación musical en Finlandia y con proyectos de maternidad que las tendrán alejadas de la actividad del grupo. Otra vez terceto, comienzan a gestar lo que será su nuevo trabajo Hippjokk. De una primera motivación más enraizada musicalmente, Hippjokk va tomando forma y progresivamente va incorporando elementos musicales muy variados, lo que hará que el resultado final sea completamente distinto a la primera idea. Este trabajo, eminentemente instrumental, incorpora (como ya se hizo en el anterior) a Wimme Saari, un polifacético cantante que integra a la perfección los cantos tradicionales del pueblo Sami, en la Laponia finlandesa. Hippjokk también cuenta con la presencia del bajista Ulf Ivarsson, el cual queda fascinado por la nueva sonoridad del grupo y también el intérprete de didjeridu Johann Liljemark. Ambos formarán parte en el siguiente trabajo del grupo. Knut Reiersrud, célebre guitarrista noruego, también acude a la llamada de esta innovadora propuesta durante el festival folk de Falun.
Y en 1999, ya sexteto, Hedningarna publica su quinto trabajo Karelia Visa, donde, nuevamente encontramos voces, pero esta vez con una variación. Tellu Paulasto ya no forma parte del grupo, dando paso a la jovencísima Anita Lehtola junto a la ya veterana Sana Kurki-Suonio. Ulv Ivarsson ya es miembro oficial en este trabajo. De factura algo más contenida, Karelia Visa es un homenaje a esa peculiar forma de cantar que existe en Karelia, de la cual Hedningarna se nutrió en el pasado. Es también una reivindicación a la herencia cultural finlandesa sustituida por la presencia rusa en aquella región desde hace ya bastantes años.
En 2003 publican su último trabajo recopilatorio 1989-2003 con algunas canciones nuevas, y realizan una gira de promoción con dos cantantes finesas: Tellu Paulasto, quien ha regresado a la formación, y Lisa Matveinen.
Siendo Kult su último álbum de estudio hasta la fecha, en la actualidad siguen realizando algunas giras y presentaciones pero ya sin la aportación de las cantantes finlandesas.

## Miembros
- Hållbus Totte-Mattson "Totte": mandora, laúd, hummel, ud, zanfona, acordeón
- Björn Tollin: pandereta, percusión, lagbordun, hummel, mandora bajo y samples.
- Anders Stake Norudde: violines, moraharpa, zanfona, arpa de arco, gaita sueca y flautas.
- Sanna Kurki-Suonio (hasta 2000): voz
- Tellu Paulasto / Turka (hasta 1995): voz
- Anita Lehtola-Tollin (desde 1998): voz
- Ulf "Rockis" Ivarsson (desde 1996): mandora, bajo, samples
- Johann Liljemark (colaboraciones): didgeridoo
- Wimme Saari (colaboraciones): voz (yoik), pandero
- Knut Reiersrud (colaboraciones): guitarra
- Magnus Stinnerbom (desde 1999): viola de amor, zanfona
- Christian Svensson (desde 2000): percusión

## Discografía
- 1989 - Hedningarna (Alice)
- 1991 - Kaksi! (Silence)
- 1994 - Trä (Silence)
- 1994 - Fire (Silence)
- 1996 - Hippjokk (Silence)
- 1999 - Karelia Visa (Silence)
- 2003 - 1989-2003 (North Side)
- 2012 - &
- 2016 - Kult

- Datos: Q1422979